# Brian Jacques
James Brian Jacques (uttalas Jakes), född 15 juni 1939 i Liverpool, död 5 februari 2011 i Liverpool, var en brittisk författare som bland annat skrev barnböcker. Hans historier om klostret Redwall har även en vuxen läsekrets. Jacques avled hastigt den 5 februari 2011 av en hjärtattack.